# 涠洲镇
涠洲镇，是中华人民共和国广西壮族自治区北海市海城区下辖的一个镇，辖区覆盖涠洲、斜阳两岛，总面积26.63平方公里，其中涠洲岛24.74平方公里，斜阳岛1.89平方公里。

## 行政区划
涠洲镇下辖以下地区：
东湾社区、南湾社区、百代寮村、盛塘村、公山村、荔枝山村、后背塘村、城仔村、西角村、竹蔗寮村和斜阳村。